# カリブタス

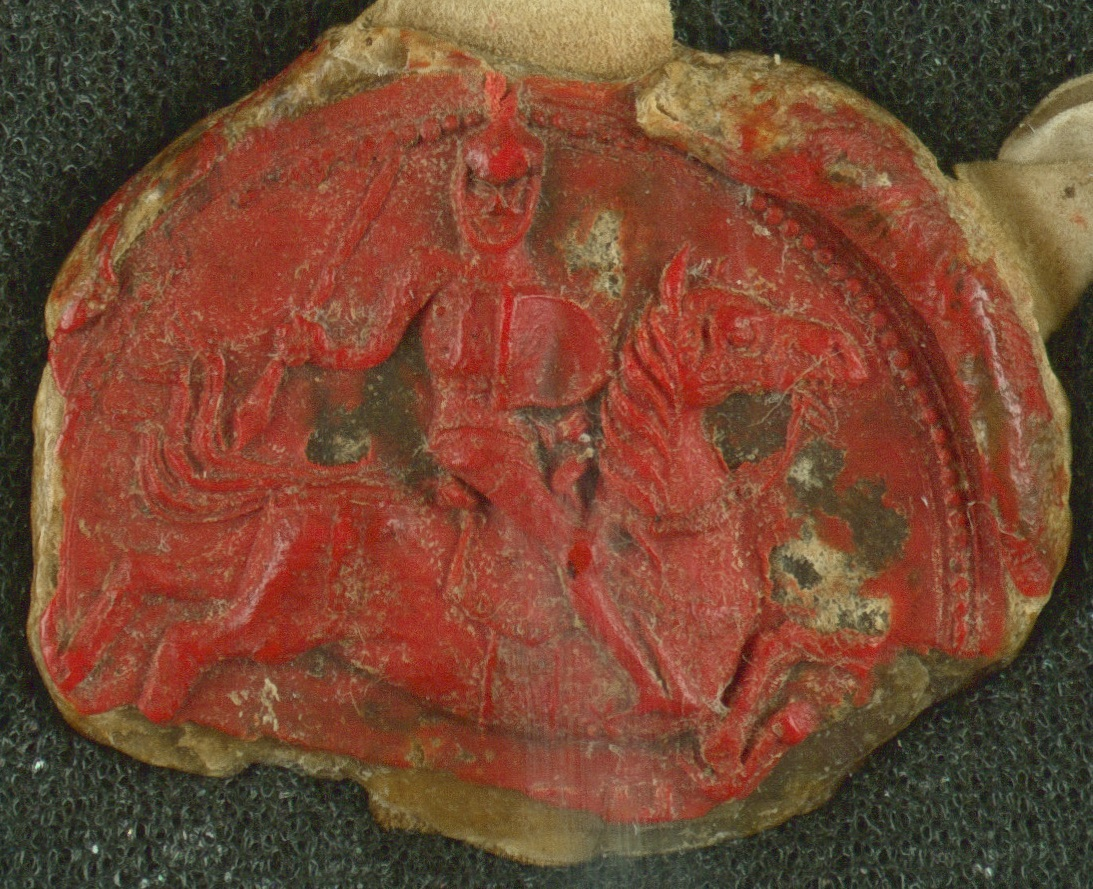
カリブタス, 1386

カリブタス（Kaributas, 1350年以後 - 1404年以後）は、リトアニア大公国の統治者アルギルダスとその2番目の妻ウリヤナ・トヴェリスカヤの間の息子の一人。ノーウホロド＝シーヴェルシクィイの支配者。
異教徒として生まれたが、1386年に正教に改宗し、ノヴホロド＝シーヴェルスキーの領主となった。洗礼名はドミトリー（Дмитрий）といった。カリブタスはリャザン公国の当主オレーグの娘アナスタシヤを妻に迎え、間に三男三女をもうけた。娘のうちエレナはオパヴァ公ヤン2世に、ナスタシヤはカシン公フョードルにそれぞれ嫁いだ。息子の一人テオドラスはニャスヴィシュ公となり、ニェシフィツキ家、ズバラスキ家、ヴィシニョヴィエツキ家の始祖となった。別の息子ジーギマンタスは、ボヘミアのフス戦争の指導者として活躍した。